# Клівленд (округ, Оклахома)
Шаблон:StateAbbr_ 35°12′ пн. ш. 97°20′ зх. д. / 35.2° пн. ш. 97.33° зх. д.
Округ Клівленд (англ. Cleveland County) — округ (графство) у штаті Оклахома, США. Ідентифікатор округу 40027.

## Історія
Округ утворений 1889 року.

## Демографія
За даними перепису
2000 року
загальне населення округу становило 208016 осіб, зокрема міського населення було 165776, а сільського — 42240.
Серед мешканців округу чоловіків було 104427, а жінок — 103589. В окрузі було 79186 домогосподарств, 53833 родин, які мешкали в 84844 будинках.
Середній розмір родини становив 3,02.
Віковий розподіл населення поданий у таблиці:
| Стать    | До 15 років | 15-21 | 22-29 | 30-39 | 40-49 | 50-65 | 65-85 | Понад 85 |
| -------- | ----------- | ----- | ----- | ----- | ----- | ----- | ----- | -------- |
| Чоловіки | 21226       | 14460 | 14809 | 15708 | 15884 | 14745 | 7098  | 497      |
| Жінки    | 20234       | 13705 | 12897 | 15479 | 16202 | 15130 | 8664  | 1278     |

## Суміжні округи
- Оклахома — північ
- Поттаватомі — схід
- Макклейн — південний захід
- Канадіян — північний захід

## Виноски
1. ↑  U.S. Decennial Census. United States Census Bureau. Архів оригіналу за 26 квітня 2015. Процитовано 18 лютого 2016.
2. ↑  Historical Census Browser. University of Virginia Library. Архів оригіналу за 11 серпня 2012. Процитовано 18 лютого 2015.
3. ↑  Forstall, Richard L., ред. (27 березня 1995). Population of Counties by Decennial Census: 1900 to 1990. United States Census Bureau. Архів оригіналу за 19 лютого 2015. Процитовано 18 лютого 2015.
4. ↑  Census 2000 PHC-T-4. Ranking Tables for Counties: 1990 and 2000 (PDF). United States Census Bureau. 2 квітня 2001. Архів оригіналу (PDF) за 18 грудня 2014. Процитовано 18 лютого 2015.
5. ↑  State & County QuickFacts. United States Census Bureau. Архів оригіналу за 8 липня 2011. Процитовано 8 листопада 2013.(англ.) Наведено за англійською вікіпедією.
6. ↑  American FactFinder. Бюро перепису населення США. Архів оригіналу за 29 липня 2011. Процитовано 31 січня 2008.

| США | Це незавершена стаття з географії США. Ви можете допомогти проєкту, виправивши або дописавши її. |